# 希腊卫星公司
希腊卫星公司(Hellas-Sat，希卫)，为希腊、塞浦路斯的卫星“希卫2号”（Hellas-Sat-2）的所有者。希卫公司开发了DVB标准的网络，可搭载超过100套电视节目。

## 所属卫星
希卫2号卫星为一颗Astrium公司制造的“欧星E2000+”型卫星，于2003年5月13日发射，位于东经39度处的地球同步轨道，设计寿命15年。该卫星带有30+8 (冗余)个Ku波段36 MHz的转发器。